# NGC 4259
NGC 4259 (również PGC 39657 lub UGC 7359) – galaktyka soczewkowata (S0), znajdująca się w gwiazdozbiorze Panny. Odkrył ją John Herschel 27 grudnia 1827 roku. Należy do Gromady w Pannie.